# Zyprischer Fußballpokal 1936/37
Der Zyprische Fußballpokal 1936/37 war die dritte Austragung des zyprischen Pokalwettbewerbs. Er wurde vom zyprischen Fußballverband ausgetragen. Das Finale fand am 28. Februar 1937 im GSP-Stadion von Nikosia statt.
Pokalsieger wurde APOEL Nikosia. Das Team setzte sich im Finale gegen Titelverteidiger Trast AC durch. 
Alle Begegnungen wurden in einem Spiel ausgetragen. Bei unentschiedenem Ausgang wurde das Spiel um zweimal 15 Minuten verlängert. Stand danach kein Sieger fest, folgte ein Wiederholungsspiel auf des Gegners Platz.

## Teilnehmer
| First Division (7)                                                    | First Division (7)                                |
| --------------------------------------------------------------------- | ------------------------------------------------- |
| - Anorthosis Famagusta - AEL Limassol - Aris Limassol - APOEL Nikosia | - Lefkoşa Türk SK - Olympiakos Nikosia - Trast AC |

## Viertelfinale
Die Spiele fanden am 24. Januar 1937 statt.
|                    | Ergebnis |                      |
| ------------------ | -------- | -------------------- |
| APOEL Nikosia      | 6:2      | Anorthosis Famagusta |
| Olympiakos Nikosia | 3:2      | Aris Limassol        |
| AEL Limassol       | 1:4      | Trast AC             |
| Lefkoşa Türk SK    | Freilos  |                      |

## Halbfinale
|               | Ergebnis |                    |
| ------------- | -------- | ------------------ |
| APOEL Nikosia | 3:1      | Lefkoşa Türk SK    |
| Trast AC      | 4:1      | Olympiakos Nikosia |

## Finale
| Paarung        | APOEL Nikosia – Trast AC |
| Ergebnis       | 2:1 (0:1) |
| Datum          | 28. Februar 1937 |
| Stadion        | GSP-Stadion, Nikosia |
| Schiedsrichter | Arthouros Skiadas |
| Tore           | 0:1 Fenek Vensan (44.) 1:1 Likourgos Archontides (47.) 2:1 Giorgios Avraamides „Miris“ (80.) |
| APOEL Nikosia  | Giorgios Mouskis – Chrysostomos Ioannides „Pakkos“, Evgenis Samouel – Nikolis Kiriakides, Kokis Rossidis, Spiros Petsas – Giorgios Avraamides „Miris“, Takis Sokratous „Zetas“, Sokratis Gavriilides, Giorgos Lampertides, Likourgos Archontides. |
| Trast AC       | Andreas Trantas – Takis Couloumas, Champis Filippou – Sofoklis Orountiotis, Aram Tsatirtsian, Votsis Christodoulidis – Takis Tsigis, Fenek Vensan, Takis Taliadoros, Nikos Tilliros, AkomTsatirtsian.                                             |